# Kaliummethanolat
Kaliummethanolat ist das Alkoholat des Methanols mit dem Gegenion Kalium und findet Verwendung als starke Base und als Katalysator für Umesterungen, insbesondere bei der Herstellung von Biodiesel.

## Darstellung
Die Synthese von Kaliummethanolat im Labormaßstab erfolgt durch die stark exotherme Reaktion von metallischem Kalium mit Methanol unter Freisetzung äquimolarer Mengen von Wasserstoff.
Von nachgeordneter Bedeutung für die Herstellung von Kaliummethanolat ist die Reaktion von Metallhydriden, wie z. B. Kaliumhydrid mit Methanol.
Die exotherme Reaktion von Kaliumhydroxid mit Methanol führt – unter Vermeidung der Entstehung von leicht entzündlichem Wasserstoffgas – in einer Gleichgewichtsreaktion zu Kaliummethanolat und Wasser, das in einem kontinuierlichen Prozess fortwährend dem Gleichgewicht entzogen werden muss.
Auch wegen der ausgeprägten Hygroskopie von Kaliumhydroxid, das ca. 10 % Wasser enthält, ist die vollständige Entfernung des Wassers für den Reaktionsumsatz kritisch. Vorteilhaft ist die signifikant höhere Auflösungsgeschwindigkeit von Kaliumhydroxid in Methanol im Vergleich zu Natriumhydroxid.
Großtechnisch wird Kaliummethanolat durch Zersetzung des bei der Chloralkali-Elektrolyse von Kaliumchlorid nach dem Amalgam-Verfahren entstehenden Kaliumamalgams mit Methanol. Verunreinigungen des anfallenden Kaliummethanolats in Methanol mit metallischem Quecksilber können durch Ultrafiltration beseitigt werden. Durch Abdestillieren des Methanols wird festes Kaliummethanolat erhalten.
Wegen ihrer einfacheren Darstellung und besseren Handhabbarkeit werden bevorzugt die kontinuierlich dem Amalgam-Prozess entzogenen Lösungen von Kaliummethanolat in Konzentrationen von 25 bis 32 Gewichtsprozent für chemische Zwecke eingesetzt.
Evonik Industries als einer der größeren Hersteller von Alkalimetallalkoxiden verfügt über Kapazitäten von mehreren tausend Jahrestonnen Kaliummethanolat-Lösungen am Standort Lülsdorf/Niederkassel. BASF betreibt eine Anlage zur Herstellung von Kaliummethanolat in Ludwigshafen.
Die Verdrängung des Amalgam-Verfahrens durch das ökologisch und ökonomisch überlegene Membranverfahren zur Herstellung der Massechemikalien Natronlauge und Kalilauge stellt zukünftig dieses Standardherstellverfahren für die Herstellung von Alkalimetallalkoholaten in Frage.

## Eigenschaften
Kaliummethanolat ist ein weißes bis gelbliches, hygroskopisches, geruchloses kristallines Pulver, das mit Wasser heftig zu Kaliumhydroxid und Methanol reagiert. Die erhaltenen wässrigen Lösungen sind stark basisch und wirken korrosiv und ätzend. Die Substanz ist als entzündlicher Feststoff klassifiziert mit einer Selbstentzündungstemperatur von 70 °C.
Die Angaben zur Human- und Ökotoxizität von Kaliummethanolat beruhen auf den Eigenschaften der Zersetzungsprodukte Kalilauge und Methanol bei der Hydrolyse im wässrigen Medium.

## Verwendung
Die Carbonylierung von Methanol mit Kohlenmonoxid zum Methylformiat wird von starken Basen, wie z. B. Kaliummethanolat katalysiert.
Das wesentliche Einsatzgebiet von Kaliummethanolat in Form seiner 25-32%igen methanolischen Lösungen ist als basischer Umesterungskatalysator in der Biodieselsynthese. Dabei werden Triglyceride pflanzlichen und tierischen Ursprungs mit Methanol in Gegenwart von Alkalimetallmethanolaten zu den entsprechenden Fettsäuremethylestern (englisch fatty acid methyl esters, FAME) umgesetzt. Obwohl Kaliummethanolat die Bildung von Fettseifen – hier Kaliumsalze der Fettsäuren aus den Triglyceriden – stärker fördert als das (preisgünstigere) Natriummethanolat, werden mit Kaliummethanolat höhere Ausbeuten erzielt. Als optimale Bedingungen für die Biodieselproduktion aus Canolaöl wird eine Konzentration von 1,59 Gew.% Kaliummethanolat, eine Reaktionstemperatur von 50 °C und ein Methanol-Öl-Verhältnis von 4,5:1 angegeben.
Die Biodieselausbeute beträgt dabei 95,8 % bei einem Fettsäurengehalt von 0,75 Gew.%.